# Hugo Álvarez
Hugo Ismael Álvarez, född 19 februari 1934 i San Luis Mercedes i Argentina, död 4 oktober 2023, var en argentinsk skådespelare och regissör. Han flyttade till Sverige 1976.

## Filmografi (urval)
- 1971 – Operación masacre
- 1976 – Djungeläventyret Campa, Campa
- 1977 – Kuntur wachana
- 1979 – Linus eller Tegelhusets hemlighet
- 1983 – P&B
- 1987 – Daghemmet Lyckan
- 1988 – Livsfarlig film
- 1988 – Consuelo
- 1990 – Tåg till himlen
- 1995 – 30:e november
- 1995 – Stannar du så springer jag